# Óblast de Kurgan
L'óblast de Kurgan (en rus Курга́нская о́бласть, transliterat Kurgànskaia óblast) és un subjecte federal de Rússia. La població el 2006 va ser de 979.908 habitants, en una superfície de 71.000 km².
Orde de Lenin (1959).